# Központi autókörgyűrű (Oroszország)
A központi autókörgyűrű, számozása A113 (oroszul: Центральная кольцевая автомобильная дорога A-113, Centralnaja kolcevaja avtomobilnaja doroga A-113, orosz rövidítése: ЦКАД, magyarra átírva: CKAD) Oroszország fővárosa, Moszkva körül futó gyorsforgalmi út, mely a korábban létesített moszkvai autókörgyűrűtől (rövidítése: MKAD) kb. 50 km-rel kijjebb épült. Egyik legfontosabb szerepe éppen a MKAD és a város főútjainak tehermentesítése. 

## Általános adatok
A CKAD hossza: 336,5 km, ebből 260 km fizetős. A 2x2 sávos gyorsforgalmi út hosszabb része a Moszkvai területen, egy rövidebb szakasza a csak 2012-ben Moszkvához csatolt területen vezet. Építése 2014-ben kezdődött és szakaszonként haladt, átadása is szakaszonként, 2017 és 2021 között történt. Az utolsónak mondott kb. 25 km-es szakaszt 2021. július 8-án Vlagyimir Putyin elnök jelenlétében avatták fel. Ezzel a körgyűrű bezárult és végig autózható.
Vannak azonban utalások arra, hogy az építkezésnek egy második lépcsője is lesz, és így a CKAD teljes hossza 530 km-re nőhet.

### Részei
A pálya öt szektorból áll, az 5. kivételével mind fizetős. A befutó számos főútvonal csatlakozásánál csomópontokat alakítottak ki.
- 1. szektor: 49,5 km. Délen az M4-es főúttól nyugat, északnyugat felé vezet az А107-es útig
- 3. szektor: 105,9 km. Északnyugaton az M11-es főúttól északkelet, majd délkelet felé az M7-es főútig, illetve a Gorkij utca betorkolásáig
- 4. szektor: 96,9 km. Keleten az M7-estől dél felé az M4-es főútig
- 5. szektor: 76,4 km. Délnyugaton az A107-estől északnyugat, majd észak felé a Leningrádi útig. Ennek a szektornak a legnagyobb szakasza nem új építésű út, hanem A107-es (ún. moszkvai kis gyűrű) felújítása
- 3-5. szektor: csupán 7,8 km. Északnyugaton az M10-es főútat és az M11-est köti össze.

A híradások nem említik, hogy miért nincs 2. számú szektor, illetve miért emelik ki külön a rövid, alig 8 km-es szakasz.